# Bathyaulax angolensis
Bathyaulax angolensis är en stekelart som beskrevs av Josef Fahringer 1941. Bathyaulax angolensis ingår i släktet Bathyaulax och familjen bracksteklar. Inga underarter finns listade.